# Wästerlunds konditori

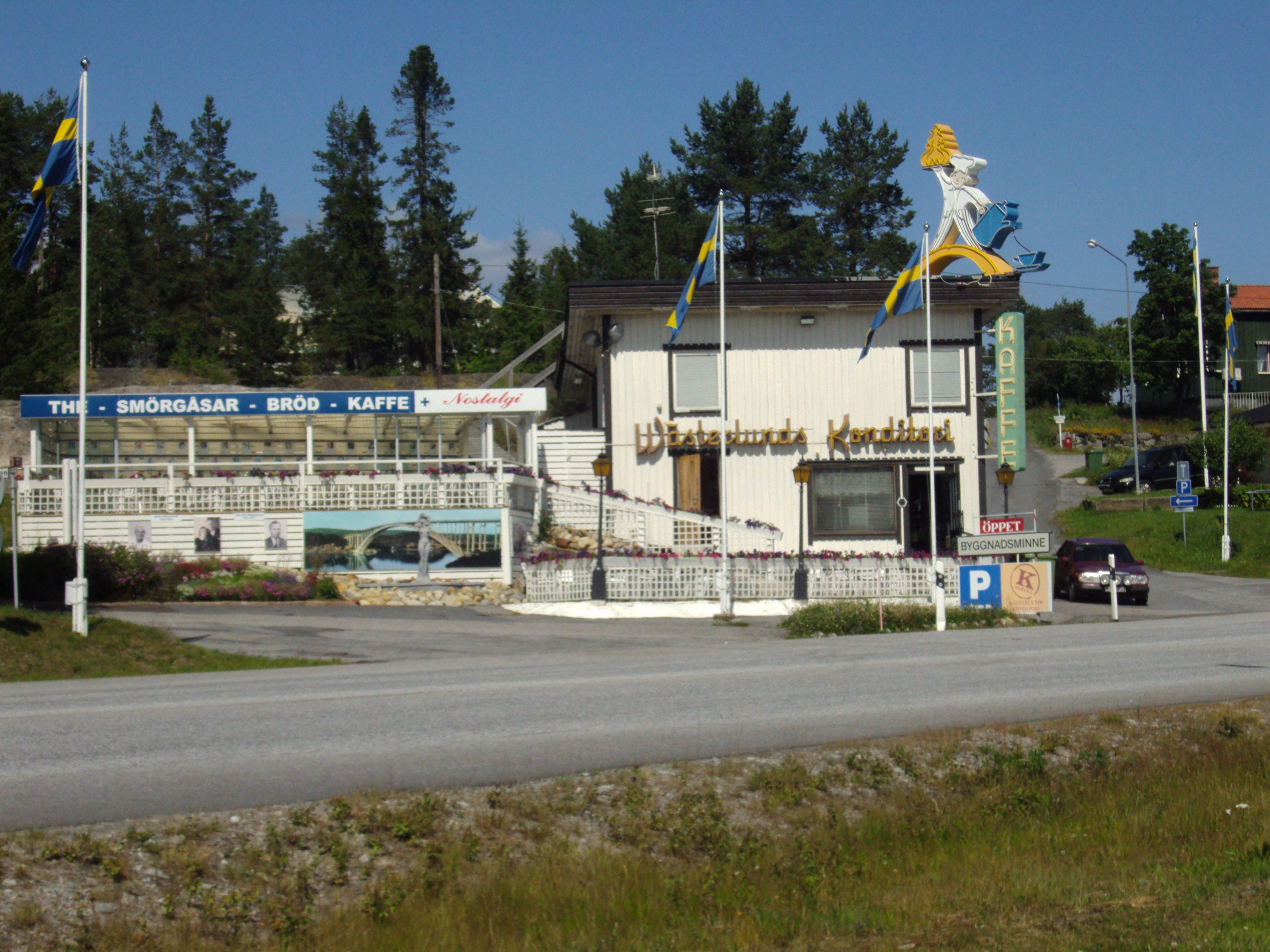
Wästerlunds konditori i juli 2011.

Wästerlunds konditori är ett konditori vid Sandöbrons södra fäste i Lunde, Kramfors kommun. Konditoriet, vilket öppnade på 1940-talet, har genom åren förändrats mycket lite och behållit mycket av dess ursprungliga stil. Cirka 1960 inreddes konditoriet med galon, kopparplåt, samt bord och stolar. Konditoriet har figurerat i tv-programmet Nikes serie K-märkt. På taket till konditoriet står sedan 1952 en neonskylt föreställande en konditor som häller upp kaffe och serverar en bakelse. Neonskylten, som är fyra meter hög och kostade 52 000 kronor i inköp 1952, var en gång Norrlands största i privat ägo.
Wästerlunds konditori drivs fortfarande[när?], men endast sommartid, privatägt. När det byggdes på 40-talet gjordes en kupp. Det byggdes inuti ett annat hus och har därför platt tak. Det byggdes som hotell med nummer på dörrarna för att förenkla byggnadslovet som söktes i efterhand.